# 萬福寺 (大阪市天王寺区)
萬福寺（まんぷくじ）は、大阪府大阪市天王寺区下寺町にある西山浄土宗の寺院。山門が国の登録有形文化財となっている。新選組の大坂屯所としても知られる。

## 概要
山号は慶立山。本尊は阿弥陀如来。口縄坂の北側、源聖寺坂の南側にあり、松屋町筋に西面する。1865年（慶応元年）5月 徳川家茂3度目の西上にあわせて、京都守護職松平容保は新選組に大阪市中取締を命じ、当寺を宿所とした。

## 文化財

### 登録有形文化財
2008年（平成20年）7月8日、山門が登録有形文化財となった。江戸時代建築の一間薬医門。木造。間口2.9mで、男梁と女梁間に大斗肘木を入れ、妻には蟇股を置く。二軒半繁垂木で、切妻造本瓦葺き。

## 交通
- Osaka Metro中央線日本橋 から徒歩10分
- 谷町線四天王寺前夕陽ヶ丘駅、谷町九丁目駅から徒歩12分